# Leos Carax
Léos Carax (nombre artístico de Alexandre Cristoph Dupont, Suresnes, 22 de noviembre de 1960) es un cineasta francés.

## Biografía
Carax es conocido por su estilo poético y el carácter torturado que adquiere el amor en sus películas. Su primera gran incursión en el cine fue la película Chico conoce chica, que realizó en 1984, a los veinticuatro años de edad. Otras de sus más notables obras son: Los amantes del Pont Neuf (1991), Pola X (1999) y Holy Motors (2012).
Es hijo de la periodista norteamericana y crítica de cine Joan Dupont (International Herald Tribune) y del periodista de la ciencia francés Georges Dupont. Su nombre artístico es un anagrama de Alex que es el nombre del personaje principal en la mayoría de sus películas (y el nombre que le dieron sus padres) y de Oscar en referencia a los Premios Óscar: «Nací en 1976 en una  cámara oscura y sería muy difícil para mí que me hubieran hecho nacer antes bajo un nombre sacado del papeleo. He hecho cine para ser huérfano. Antes, era como si yo hubiera dormido durante diecisiete años», declara Carax.

## Juventud
De su infancia Carax aprecia el cine, particularmente «las mujeres filmadas» y se apasiona especialmente por Marilyn Monroe. Al mismo tiempo su escolaridad es bastante caótica, "era un truhan". Ganaba su dinero extra yendo a robar discos al centro comercial de La Défense para revenderlos a sus compañeros de la escuela según los pedidos que estos le hacían; es así como haría numerosos descubrimientos musicales. Sus ídolos del rock son David Bowie e Iggy Pop.
A finales de la década de los 70 estudió en el centro Censier de la Universidad Sorbona Nueva - París 3, donde conoció a Serge Daney y Serge Toubiana que lo presentaron con los Cahiers du Cinéma, donde permanece un corto periodo. Comenzó el rodaje de un filme de bajo presupuesto, en el cual fracasó, llamado La fille rêvée; la empresa terminó cuando un proyector roto encendió las cortinas de un restaurante chino donde se había realizado una de las escenas.

## Carrera cinematográfica
Con apenas 24 años, Carax, realiza Chico conoce chica (1984), que llama la atención por un estilo visual maduro. Es también la primera de una larga serie de colaboraciones entre el director y su actor fetiche, Denis Lavant, y el director de fotografía Jean-Yves Escoffier.
Le siguió el filme de ciencia ficción Mala sangre en 1986. La película es un claro homenaje a la Nouvelle vague, y en especial a una de sus grandes influencias, Jean-Luc Godard. Continúa con su exploración del amor en los tiempos modernos, que adquiere un tono más oscuro y extremo en esta cinta. Participa en el 37 Festival de cine de Berlín.
Cinco años después, retoma su carrera como director con Los amantes del Pont-Neuf, película que sufrió varios retrasos debido a problemas con la financiación y con la administración parisina (el filme se rodaba en el emblemático puente), pero que recibió una muy buena acogida por parte de la crítica y abría las puertas a una mayor experimentación de Carax en su siguiente película, Pola X. Esta, aparecida en el año de 1999, era una adaptación del cuento de Herman Melville, "Pierre o las ambigüedades", de tema incestuoso. A finales de 2007, participa con el segmento titulado "Merde" en el largometraje japonés Tokyo!.
Trece años después de su última película, en 2012, presentó Holy Motors, protagonizada otra vez por Denis Lavant, se presentó ese año en la sección oficial del Festival de Cannes, pero, a pesar de ser considerada por muchos una de las mejores obras presentadas al certamen, no ganó ningún premio (las reticencias son debidas a que se considera original y novedosa en exceso). Sin embargo, fue el gran ganador del Festival de Cine de Sitges ya que obtuvo los premios a la Mejor Película, la Mejor Dirección, el Premio José Luis Guarner de la crítica y el Méliès d'Argent al mejor filme europeo.
En 2016 anuncia que está preparando su próxima película, la primera rodada en inglés. El rodaje, previsto para 2017, acaba retrasándose hasta 2019. La película, titulada Annette se estrenó en el Festival Internacional de Cine de Cannes de 2021, obtuvo buenas críticas y el premio a la mejor dirección para Carax. La película acabó siendo nominada a los premios César, reportándole al director el premio a la mejor dirección.

## Filmografía

### Director
Cortometrajes
- 1980 Strangulation Blues
- 1997 Sans Titre
- 2008 Tokyo! - Segmento "Merde"
- 2014 Gradiva

Largometrajes
- 1984 Chico conoce chica
- 1986 Mala sangre
- 1991 Los amantes del Pont Neuf
- 1999 Pola X
- 2012 Holy Motors
- 2021 Annette

### Actor
- 1986 Mala sangre de Leos Carax: mirón del vecindario
- 1987 King Lear de Jean-Luc Godard: Edgar
- 1988 Los ministerios del arte de Philippe Garrel: él mismo
- 1997 La casa de Sharunas Bartas: hombre con libros
- 2004 Process de C.S. Leigh: un médico
- 2006 977 de Nikolay Khomeriki: técnico
- 2008 Mister Lonely de Harmony Korine: Renard
- 2008 No estoy muerta de Jean-Charles Fitoussi: mitad de arcángel
- 2012 Holy Motors de Leos Carax: hombre en pijama verde

### Videoclips
- 2001 Crystal de New Order[8]
- 2004 Tout le monde de Carla Bruni

## Premios y distinciones
Premios BAFTA
| Año  | Categoría                 | Película                  | Resultado |
| ---- | ------------------------- | ------------------------- | --------- |
| 1992 | Mejor película extranjera | Los amantes del Pont Neuf | Nominado  |

Premios César
| Año  | Categoría            | Película           | Resultado |
| ---- | -------------------- | ------------------ | --------- |
| 1985 | Mejor ópera prima    | Chico conoce chica | Nominado  |
| 2013 | Mejor película       | Holy Motors        | Nominado  |
| 2013 | Mejor director       | Holy Motors        | Nominado  |
| 2013 | Mejor guion original | Holy Motors        | Nominado  |
| 2022 | Mejor película       | Annette            | Nominado  |
| 2022 | Mejor director       | Annette            | Ganador   |
| 2022 | Mejor guion original | Annette            | Nominado  |

Festival Internacional de Cine de Cannes
| Año  | Categoría           | Película    | Resultado |
| ---- | ------------------- | ----------- | --------- |
| 2012 | Prix de la Jeunesse | Holy Motors | Ganador   |
| 2021 | Mejor director      | Annette     | Ganador   |

Festival Internacional de Cine de Berlín
| Año  | Categoría            | Película    | Resultado |
| ---- | -------------------- | ----------- | --------- |
| 1987 | Premios Alfred Bauer | Mala sangre | Ganador   |